# Arménie na Letních olympijských hrách 2012
Arménie se účastnila Letní olympiády 2012 v 9 sportovních odvětvích. Zastupovalo ji 25 sportovců (21 mužů a 4 ženy).

## Medailové pozice
| Medaile | Jméno                  | Sport    | Disciplína                 |
| ------- | ---------------------- | -------- | -------------------------- |
| Stříbro | Arsen Džulfalakjan     | Zápas    | Muži řecko-římský do 74 kg |
| Bronz   | Hripsime Churšudjanová | Vzpírání | ženy +75 kg                |
| Bronz   | Artur Aleksanjan       | Zápas    | Muži řecko-římský do 96 kg |